# رازدندان
رازدندان (نام علمی: Odontogriphus omalus) نام یک گونه از شاخه نرم‌تنان است.